# Ziortza-Bolibar

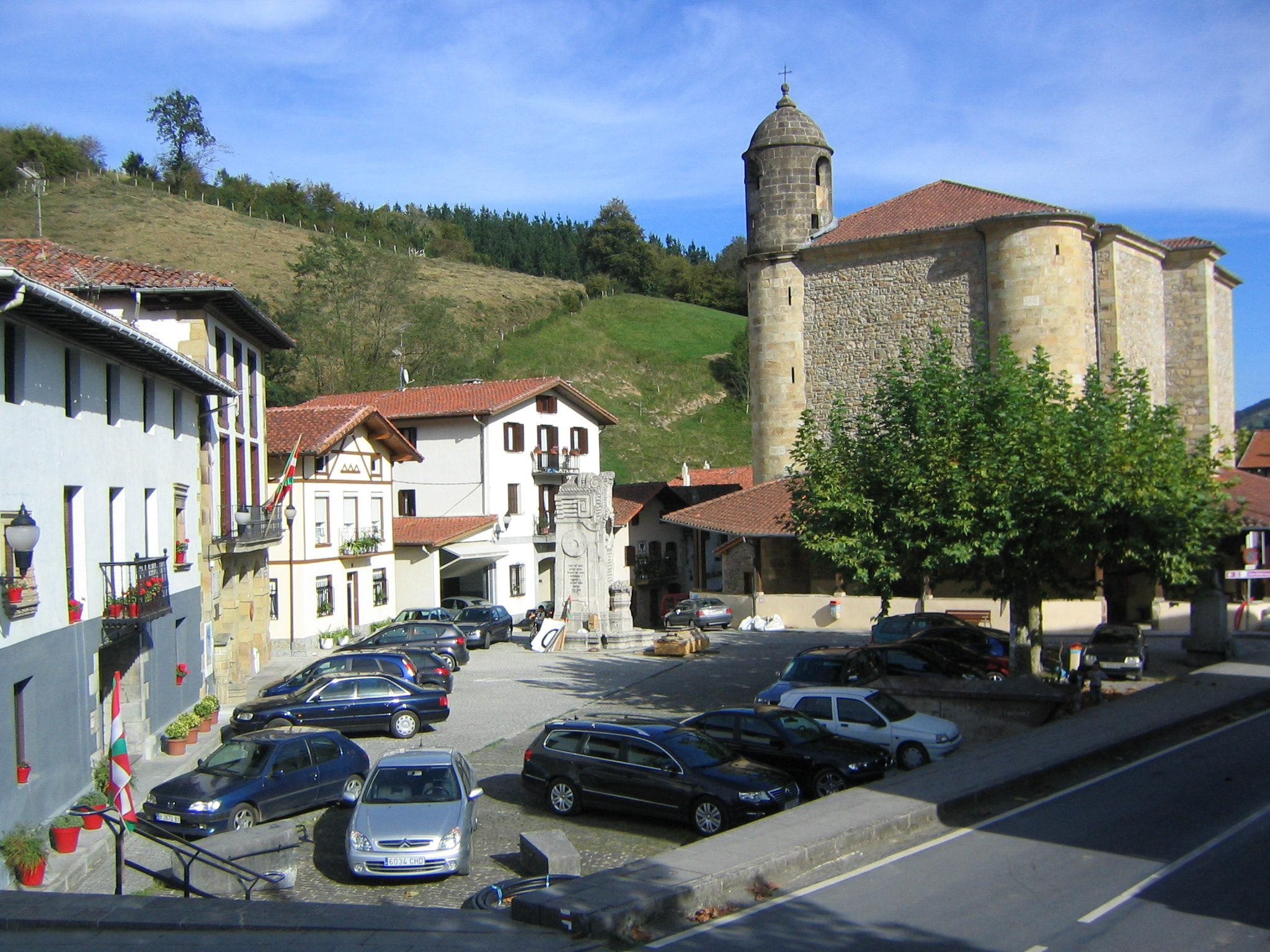
Plaza Simón Bolívar a Bolibar

Ziortza-Bolibar (Cenarruza-Puebla de Bolívar in spagnolo) è un comune spagnolo di 408 abitanti situato nella comunità autonoma dei Paesi Baschi. Tra il 1969 e il 2004 fece parte del comune di Markina-Xemein.